# Franz Blei

Nini und Carry Hess: Franz Blei (1924)

Franz Blei (* 18. Januar 1871 in Wien, Österreich-Ungarn; † 10. Juli 1942 in Westbury, New York, USA) war ein österreichischer Schriftsteller, Übersetzer, Herausgeber und Literaturkritiker. Sein Hauptwerk ist Das große Bestiarium der deutschen Literatur, darin er ausgewählte zeitgenössische Schriftsteller in Tierallegorien vorstellte. Unter seinen Übersetzungen gelten die Märchen von Oscar Wilde und Gefährliche Liebschaften von De Laclos weiterhin als vorzüglich.

## Leben
Franz Blei war der Sohn eines wohlhabenden Schuhmachers. Er besuchte das Stiftsgymnasium Melk. Nach einem Studium in Wien, Zürich, Genf und Bern, wo er 1895 mit einer Dissertation über die Dialoge des Abbé Galiani zum Doktor der Nationalökonomie promovierte, wurde er ab 1900 als Redakteur in der 1899 von Otto Julius Bierbaum, mit Hilfe zweier Geldgeber, gegründeten Zeitschrift Die Insel tätig. Er gehörte zum Kreis um Victor Adler und war mit diesem befreundet.
Bekannt wurde Blei vor allem als Essayist (Prinz Hypolit und andere Essays, Insel-Verlag, Leipzig 1903 u. v. a.) sowie als Herausgeber von Zeitschriften und erotischen Texten (z. B. die Zeitschriften Der Amethyst, 1905, und Die Opale, 1907, oder die Sammlung erotischer Barockgedichte Das Lustwäldchen, 1907 ff.) bzw. philosophischer Essays über Pornografie. In einer seiner Zeitschriften – Hyperion (1908–1910 im Verlag Hans von Weber, München) – debütierte Franz Kafka. Er übersetzte Charles Baudelaire, Paul Claudel, Choderlos de Laclos, Marcel Schwob, André Gide, Nathaniel Hawthorne, Edgar Allan Poe und Oscar Wilde. Darüber hinaus publizierte er als Herausgeber u. a. Robert Walser. Für Robert Musil, mit dem er zeitlebens befreundet war, publizierte er Der Lose Vogel (Leipzig 1912/13) und Summa (1917). In den 1920er-Jahren war er ein wichtiger Beiträger der Kulturzeitschrift Der Querschnitt.
Sein bekanntestes Werk als Schriftsteller und Kritiker ist Das große Bestiarium der deutschen Literatur (erstmals 1920 in München, ab 1922 bei Rowohlt). Dort beschrieb Blei spöttisch oder ironisch alle wichtigen Autoren in alphabetischer Ordnung als mehr oder weniger exotische Tiere. So beschreibt er „die Hesse“ als „eine liebliche Waldtaube, die dem Stadtbewohner die Sensation der Natur verschaffe, dank kleiner Drüsen, ‚aus denen sie einen Geruch absondert, der leise an Tannenduft erinnert‘“. In späteren Auflagen wurde Bleis „Bestiarium“ jeweils erweitert, unter anderem um Beiträge über Robert Musil und Hermann Broch, deren Namen nur verschlüsselt im Vorwort erwähnt werden. Einige seiner Dramen bzw. Dramenübersetzungen wurden auch vertont, darunter Das Nusch-Nuschi 1920 von Paul Hindemith und seine Übersetzung von André Gides König Kandaules von Alexander Zemlinsky (→ Der König Kandaules). Zu Bleis Pseudonymen als Autor zählen Medardus und Doktor Peregrinus Steinhövel. Blei war zudem, gemäß Wilhelm Filla, auch im literarischen Betrieb der Wiener Stammvolkshochschulen immer ein geschätzter Gastreferent.
Blei lebte in München, Berlin und Wien, bevor er 1932 aus finanziellen und politischen Gründen nach Cala Rajada (Mallorca) emigrierte. Nachdem im Januar 1933 Adolf Hitler zum Reichskanzler gewählt worden war, kam es im März 1933 zu den vom NS-Regime inszenierte Bücherverbrennungen. Auch Bleis Bücher kamen auf die Liste verbotener Autoren während der Zeit des Nationalsozialismus und wurden aus den öffentlichen Bibliotheken aussortiert. Mit Ausbruch des Spanischen Bürgerkriegs im Sommer 1936 begann für Blei eine leidvolle Odyssee: Er reiste oder flüchtete über Wien, Florenz, Lucca, Cagnes-sur-Mer und Marseille nach Lissabon und emigrierte schließlich nach New York.
Verheiratet war er mit der Zahnärztin Maria Franziska Lehmann (* 2. Januar 1867 in Offenburg; † 8. November 1943 in Gengenbach). Der Ehe entstammten Maria Eva Sibylla (* 22. März 1897 in Zürich; † 14. März 1962 in Costa da Caparica/Portugal) und der Sohn Peter Maria (* 17. Juni 1905 in München; † 18. Juli 1959 in Wädenswil/ZH). Beide starben kinderlos. Die Ehe zwischen Blei und Lehmann wurde nie geschieden, wiewohl die Ehepartner bald nach der Geburt des ersten Kindes weitgehend getrennte Wege gingen.
Blei war Büchersammler und gehörte 1907 zu den Mitbegründern der Gesellschaft der Münchner Bibliophilen (1908–1913). Er übersetzte erstmals das „Philobiblion“ von Richard de Bury ins Deutsche.
1959 wurde die Bleigasse in Wien-Favoriten nach ihm benannt.

## Darstellung Bleis in der bildenden Kunst (Auswahl)

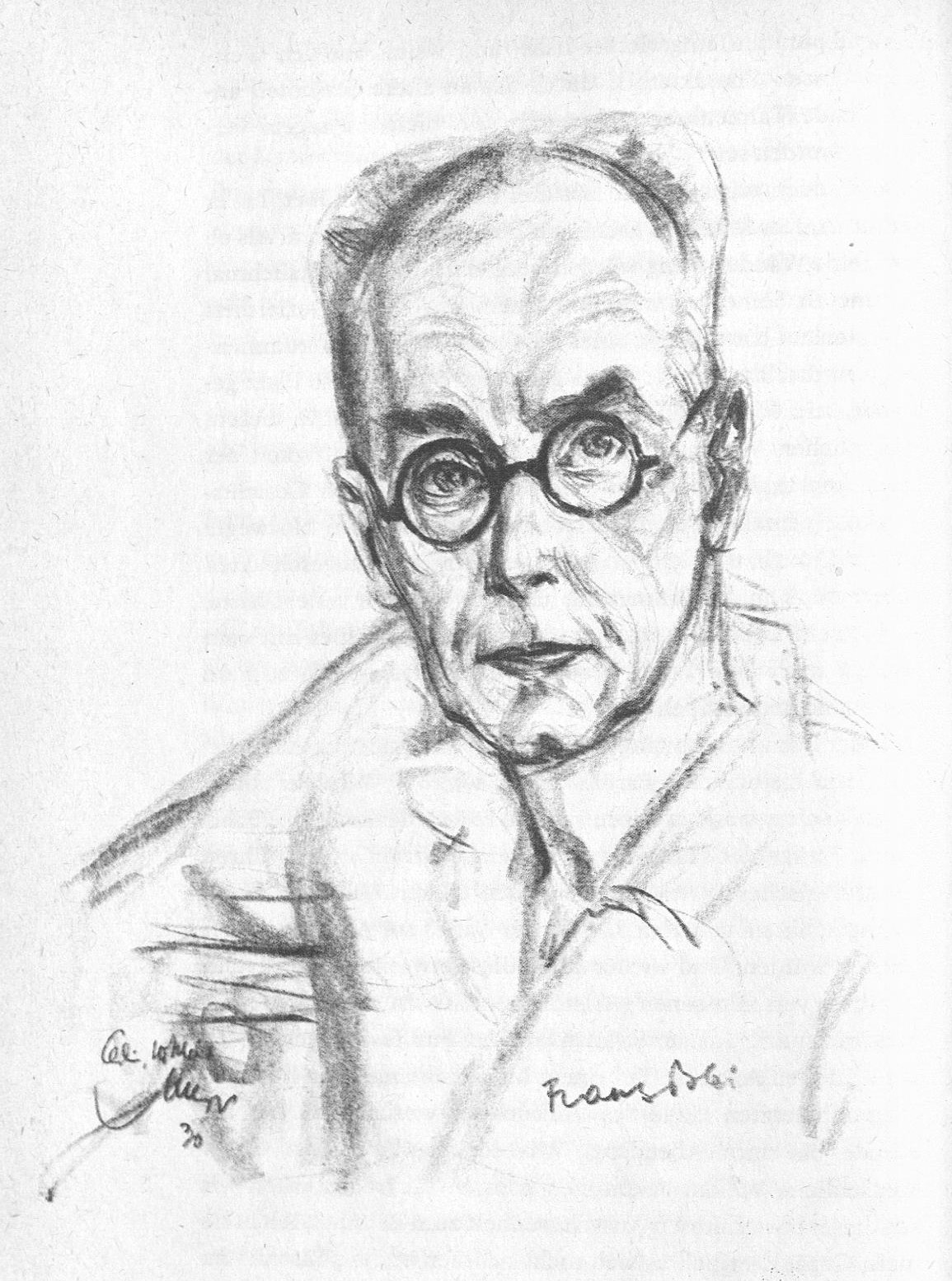
Emil Stumpp: Franz Blei (1930)

- Egon Schiele hat Blei in mehreren Grafiken und Zeichnungen dargestellt, darunter „Porträt des Schriftstellers Franz Blei“ (Kreide, 1918; WV Kallir D 2462; im Bestand des Wien Museums, Wien)[11]

## Werke (Auswahl)
- Die Puderquaste. Ein Damen-Brevier. Aus den Papieren des Prinzen Hippolyt. Verlag Hans von Weber, München 1908
- Vermischte Schriften. 6 Bände. Georg Müller, München 1911
- Der Knabe Ganymed. Moralische Erzählungen, 1923
- Das große Bestiarium der Literatur, 1923
- Frauen und Abenteurer, 1927
- Glanz und Elend berühmter Frauen, 1927
- Himmlische und irdische Liebe in Frauenschicksalen, 1928
- Lehrbuch der Liebe und Ehe, 1928
- Ungewöhnliche Menschen und Schicksale, 1929
- Zu Detektiv-Romanen, Kurzbeitrag in Frank Heller: Marco Polos Millionen. Psychoanalytischer Detektiv-Roman. (= Die Roman-Rundschau, 6). Der Strom-Verlag, Wien 1929[12]
- Erzählung eines Lebens, 1930 (Autobiografie; Neuauflage Paul Zsolnay, Nachwort Ursula Pia Jauch, Wien 2004, ISBN 3-552-05310-7)
- Männer und Masken, 1930
- Die göttliche Garbo – mit einem Nachwort von Greta Garbo, 1930
- Die Lust der Kreatur, 1931
- Talleyrand oder der Zynismus, 1932
- Zeitgenössische Bildnisse, 1940
- Franz Blei: Briefe an Carl Schmitt 1917-1933. In Zusammenarbeit mit Wilhelm Kühlmann hrsg. u. erläutert v. Angela Reinthal. Manutius, Heidelberg 1995, ISBN 3-925678-53-0.
- Franz Blei – André Gide. Briefwechsel (1904-1933), 1997

### Libretti
- Die tiefe Beschauung. Oper. Musik (~1914): Friedrich Hollaender
- Es waren einmal zwei Geschwister. Märchenspiel. Musik: Friedrich Hollaender. UA 1915 Berlin
- Das Nusch-Nuschi. Oper in einem Akt. Musik: Paul Hindemith, 1921

### Übersetzungen (Auswahl)
- William Beckford: Vathek. Zus. mit Robert Picht. Insel, Frankfurt 1964
- Jacques Cazotte: Biondetta, E. Hoffman, 1961
- Paul Claudel: Die Musen, Kurt Wolff Verlag, Leipzig 1917
- Paul Claudel: Der Tausch, Hans von Weber, München 1910
- André Gide: Der schlechtgefesselte Prometheus, zus. mit Pierre Bonnard, Hyperion-Verlag Hans von Weber, München 1909
- Nathaniel Hawthorne: Der scharlachrote Buchstabe, dtv, München 2004
- Nathaniel Hawthorne: Der Garten des Bösen, Maschler, Berlin (o. J.)
- Nathaniel Hawthorne: Ein tragischer Sommer. Müller, Potsdam 1922
- Nathaniel Hawthorne: Ein Mann namens Wakefield und andere Erzählungen, zus. mit Hans Hennecke, Müller & Kiepenheuer, Berlin 1949
- Pierre-Ambroise-François Choderlos de Laclos: Gefährliche Liebschaften, Hyperion-Verlag Hans von Weber, München 1909
- Jules Laforgue: Pierrot, der Spassvogel. Frankfurt am Main, Insel Verlag 1965 (Insel-Bücherei 850).
- Paul Scarron: Der Komödiantenroman online – Internet Archive. Georg Müller, München 1908
- Marcel Schwob: Das Buch Monelle, Insel Verlag, Leipzig 1983 (Insel-Bücherei 681/2)
- André Suarès: Die Fahrten des Condottiere. Eine italienische Reise, Kurt Wolff Verlag 1914
- André Suarès: Dostojewski, Kurt Wolff Verlag 1921
- Walt Whitman: Hymnen für die Erde, Insel Verlag, Leipzig 1914 (Insel-Bücherei 123/1)
- Oscar Wilde: Die Erzählungen und Märchen, zus. mit Felix Paul Greve. Insel Verlag, Frankfurt am Main 1986
- Oscar Wilde: Das Gespenst von Canterville, Insel Verlag, Leipzig 1926 (Insel-Bücherei 390)
- Oscar Wilde: Bunbury, Reclam-Verlag, Stuttgart 1965 (RUB Stuttgart 8498).
- Oscar Wilde: Der glückliche Prinz und andere Erzählungen, Insel Verlag, Leipzig 1931 (Insel-Bücherei 413).
- Oscar Wilde: Lehren und Sprüche, Insel Verlag, Leipzig 1913 (Insel-Bücherei 53/1 und 781)

## Belege
1. ↑  Ulrich E. Bach: Franz Blei, 2010, S. 3.
2. ↑  Gregor Eisenhauer: Franz Blei, der Literat: ein biographischer Essay, Band 1, Elfenbein Verlag, Berlin 2004. S. 10
3. ↑  Hans-Joachim Böttcher: Otto Julius Bierbaum - Ein Poetenleben voller Ruhm und Tragik. Beiträge zur Literaturwissenschaft, Nr. 16. Gabriele Schäfer Verlag, Herne 2022, ISBN 978-3-944487-94-6, S. 108 u. a.
4. ↑  Karl H. Salzmann: Franz Blei Neue Deutsche Biographie 1955, S. 297.
5. ↑  Franz Blei: Prinz Hypolit und andere Essays als Digitalisat im Internet Archive
6. ↑  Hermann Hesse: Bäume. Betrachtungen und Gedichte. Hrsg. von Volker Michels. Mit Fotografien von Imme Techentin. Suhrkamp, Frankfurt am Main 1952; Taschenbuchausgabe: Insel, Frankfurt am Main 1984, ISBN 3-458-32155-1, S. 2.
7. ↑  https://www.pedocs.de/volltexte/2013/7452/pdf/Erwachsenenbildung_15_2012_Filla_Literatur_in_der_Erwachsenenbildung.pdf, abgerufen am 10. Dez. 2022
8. ↑  Ursula Pia Jauch (Nachwort) in: Franz Blei, Erzählung eines Lebens, Wien: Zsolnay 2004, S. 516
9. ↑  Gabi Einsele: Dieser Kreis um – sagen wir Maria Lehmann in Dietrich Harth: Franz Blei, Mittler der Kulturen. Hamburg 1997, ISBN 3-434-52002-3, S. 223
10. ↑  Angela Reinthal, Einführung in: Uma biblioteca reencontrada - a doação Sibylle Blei - Sara Halpern, Catálogo, 2. parte, BNP, Lisboa 2011, S. 49
11. ↑  Franz Blei, auf austria-forum.org
12. ↑  Nur in dieser Ausgabe, nicht in einer weiteren von 1929
13. ↑  Ulrich Hohoff, Rezension, abgerufen am 12. Juni 2025 http://informationsmittel-fuer-bibliotheken.de/showfile.php?id=13125

| Personendaten    | Personendaten                                                     |
| ---------------- | ----------------------------------------------------------------- |
| NAME             | Blei, Franz                                                       |
| KURZBESCHREIBUNG | österreichischer Schriftsteller, Übersetzer und Literaturkritiker |
| GEBURTSDATUM     | 18. Januar 1871                                                   |
| GEBURTSORT       | Wien                                                              |
| STERBEDATUM      | 10. Juli 1942                                                     |
| STERBEORT        | Westbury, USA                                                     |